# Les indispensables
Les indispensables  è una raccolta dei primi successi francofoni della cantante canadese Céline Dion. Pubblicata in Francia l'11 dicembre 2001, è il ventiquattresimo album in lingua francese ed il trentacinquesimo in totale.

## Descrizione
L'album è stato pubblicato senza alcuna promozione, su CD in formato digipack, contiene, come molti altri greatest hits, brani della Dion del periodo 1982-1988, dai 14 ai 20 anni, prima del cambio di look e di stile.
Ha venduto circa 100 000 copie nel mondo.

## Tracce
| #   | Titolo                            | Autori                              | Lunghezza |
| --- | --------------------------------- | ----------------------------------- | --------- |
| 1.  | "D'amour ou d'amitié"             | E. Marnay, R. Vincent, J.P. Lang    | 4:05      |
| 2.  | "Visa pour les beaux jours"       | E. Marnay, C. Loigerot, T. Geoffroy | 3:28      |
| 3.  | "En amour"                        | E. Marnay, C. Loigerot, T. Geoffroy | 3:20      |
| 4.  | "Les oiseaux du bonheur"          | E. Marnay, A. Popp                  | 3:28      |
| 5.  | "C'est pour toi"                  | E. Marnay, F. Orenn                 | 4:07      |
| 6.  | "Ne partez pas sans moi"          | N. Martinetti, A. Sereftug          | 3:07      |
| 7.  | "Mon ami m'a quittée"             | E. Marnay, C. Loigerot, T. Geoffroy | 3:05      |
| 8.  | "Avec toi"                        | E. Marnay, C. Loigerot, T. Geoffroy | 3:18      |
| 9.  | "Mon rêve de toujours"            | E. Marnay, J. P. Goussaud           | 4:23      |
| 10. | "C'est pour vivre"                | E. Marnay, A. Popp                  | 4:04      |
| 11. | "Comment t'aimer"                 | E. Marnay, R. Musumarra             | 4:00      |
| 12. | "Du soleil au coeur"              | A. Popp, J.C. Massoulier            | 2:46      |
| 13. | "Tellement j'ai d'amour pour toi" | E. Marnay, H. Giraud                | 3:01      |
| 14. | "La dodo la do"                   | E. Marnay, C. Gaubert               | 3:06      |
| 15. | "Un amour pour moi"               | E. Marnay, C. Loigerot, T. Geoffroy | 3:23      |